# E011 (trasa europejska)
E011 – trasa europejska łącznikowa (kategorii B), biegnąca przez Kazachstan i Kirgistan. Długość trasy wynosi 200 km.
Przebieg E011:
- Kazachstan: Kokpek - Kegen
- Kirgistan: Tyup